# Puente del Cardenal
El puente del Cardenal es un puente sobre el río Tajo, ubicado en la provincia española de Cáceres.

## Descripción
El puente cruza el río Tajo, en el interior de la península ibérica, aguas abajo de la desembocadura del Tiétar en el anterior. Se encuentra situado entre los términos municipales españoles de Torrejón el Rubio y Serradilla, ambos pertenecientes a la provincia de Cáceres, en Extremadura, en el parque nacional de Monfragüe.
De origen medieval y con un total de cinco arcos, fue construido durante el siglo XV, por encargo del obispo de Plasencia Juan de Carvajal. Su parte central fue destruida durante la Guerra de Independencia, teniendo que incluirse un paso fabricado en madera hasta la restauración de la estructura en 1859.
En la actualidad queda sumergido frecuentemente bajo las aguas del Tajo, hasta el punto de llegar a ser considerado «patrimonio subacuático».

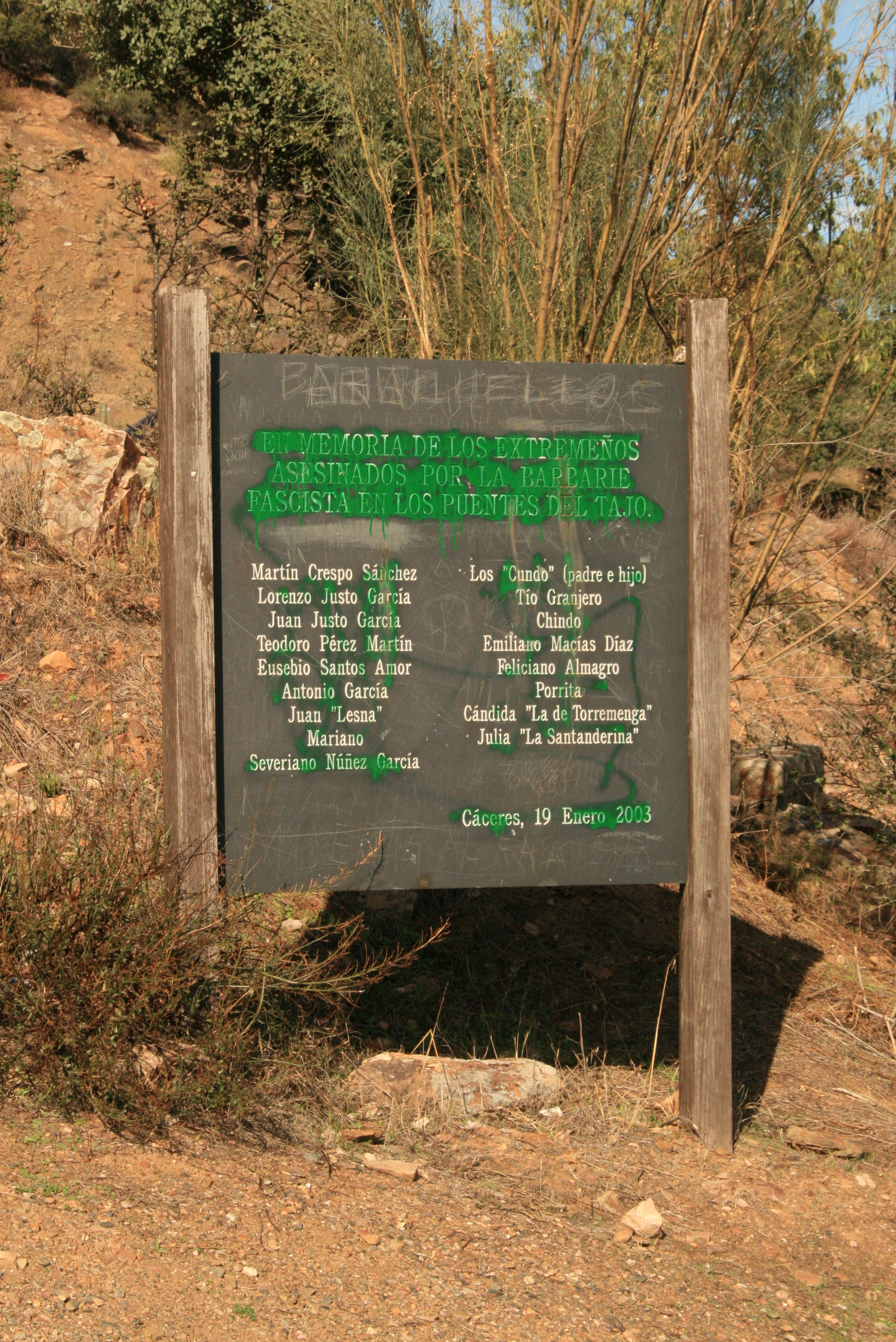
Cartel «En memoria de los extremeños asesinados por la barbarie fascista en los puentes del Tajo» junto al puente.

Por el pasaba la Cañada Real de la Plata o de la Vizana.